# Blattlinie
Die Blattlinie ist ein Begriff aus dem österreichischen Medienrecht und bezeichnet nach der Legaldefinition in § 25 Abs. 4 Mediengesetz die grundlegende Richtung eines periodischen Druckwerks.  
Die Blattlinie beschreibt die politisch-weltanschauliche Ausrichtung einer Zeitung oder Zeitschrift und muss von dem Medieninhaber im Impressum veröffentlicht werden. Sie wird von dem Herausgeber bestimmt und mit den Redakteuren in einem Statut durch Betriebsvereinbarung festgelegt.
In der Bundesrepublik Deutschland ist der Begriff Tendenzschutz üblich. 
§ 14 Abs. 8 ORF-Gesetz legt fest, dass Fernsehwerbung für periodische Druckwerke auf den Titel und die Blattlinie, nicht aber auf deren Inhalte hinweisen darf.